# Bekymras ej, du arma själ
Bekymras ej, du arma själ är en psalm med text skriven av Per August Ahlberg och musik upptecknad av C.P.R.

## Publicerad i
- Hemlandssånger (1891) som nummer 427 under rubriken "Hoppet – Korset".[1]